# Собич
Со́бич — село в Україні, в Шосткинській міській громаді Шосткинського району Сумської області. Населення становить 1398 осіб. Колишній орган місцевого самоврядування — Собицька сільська рада. Розташовано на відстані 18 км на захід від райцентру.

## Географія
Село Собич розташоване за 3 км від лівого берега річки Десна. На відстані 3 км на схід розташоване село Чорні Лози. Селом протікає струмок, що пересихає. Біля села знаходиться озеро Турове, болото Ягідне, а також лісові масиви Великий і Малий Бір та урочище Щуче біля Десни. Ще можна виділити урочища: Ближні Ліски, В'язки (тут знаходиться Турове озеро), Ліски, Лизуки, Меняловщина, Могилки (було два кургани над Лебежим озером), Соколовщина, У Вільхах, Филонова Дубина (над озерами Піщане та Річище). Старе русло собицької річки Довгі Води заросло кущами і заховалося під терасою Малого Бору, що тягнеться на північ у бік Пирогівки.
На південний захід від села знаходиться лісовий заказник загальнодержавного значення Великий бір.

## Назва
Десь тут в урочищі на шляху біля річки Довгі Води, сталася сутичка між сіверським та чернігівським князями, точніше відбулися звичні для того часу князівські усобиці. Звідси, нібито, й походить назва села Собичі, як зазначає церковний історик Філарет (1805-1866).
Мовознавець, професор К. Тищенко (1941-2023) допускав, що назва села Собич походить від Себют – тюркської (хозарської) назви планети Венери, по нашому Зорі. Хозари, як відомо, панували на Десні у VII-VIII століттях. Тоді й могло виникнути поселення з назвою Собича як села поклонників Зорі, небесної богині родючості й багатства, земним проявом якої були джерельні криниці.[неавторитетне джерело]

## Символіка
На гербі зображено дві руки з шаблями на різних берегах річки. Вгорі прикрашений дорогоцінним камінням хрест, внизу гарматні ядра. Дві руки з шаблями символізують міжусобиці і означають назву села (герб є промовистим). Те що руки зі зброєю знаходяться на різних берегах веде нас до часів Північної війни і протистояння московитів з одної сторони і козацьких зі шведськими війсками з іншої. Це протистояння також символізують гарматні ядра, які активно застосовували обидві сторони. Прикрашений хрест веде нас до заснування села на місці колишнього хутора Чернечого, а також що село було власністю Новгород-Сіверського монастиря.

## Історія
Поблизу села, біля мисливського господарства, виявлено городище ранньої залізної доби, а на лівому березі Десни, в урочищі Хвоїна, — поселення бронзової доби.
Село наше виникло на місці колишнього хутора Чернечого, серед дрімучого лісу на високому березі річки Ряски, яка була лівою притокою річки Десни.
Село Собич вперше у пом'янута в Грамоті 1551 року московського царя Івана Грозного на угіддя Новгород-Сіверського монастиря, було заселене вдруге 1671 року на місці старого поселення в урочищі Усобич на «Мізинському ґрунті». Імовірно, монастир узяв у Мізинської церкви св. пророка Іллі частину мізинських земель на лівобережжі Десни й передав церкві св. Михайла, висвяченій у Собичі, і до якої закріпив прибулих людей з навколишніх хуторів та сіл і надав їм обіцяні пільги — звільнив від податків за перші десять років господарювання. З такої історії подвійності заселення виглядає зовсім не дивною назва села в множині — Собичі.
За гетьмана Богдана Хмельницького в Собичі оселилися козаки. Згодом гетьман Самойлович підтвердив своїм Універсалом від 1673 року давнє право володіння Новгород-Сіверським Спасо-Преображенським монастирем селом "Оусобичем". 
Монастир відновив в селі Михайлівську церкву. Її звели на найвищому в селі грудку  - пагорбі з лівого берега річки Довгі Води, яка тоді носила іншу назву - Верба. Напевно, тому, що там росли величезні, кремезні верби, поряд яких була свята криниця. Церкву побудували козаки на цегляному фундаменті, довжиною 32 метри, шириною - 18 метрів. 
«Північна війна» 1700—1721 рр. Росії з Швецією безпосередньо торкнулася історії села. Саме в Собичі Петро І взнав про здобуття шведами плацдарму на лівому березі Десни. Царський обоз був розташований біля озера Лебеже по правому березі річки Довгі Води (Великі Води). Там, на перехресті доріг з Пирогівки, Богданівки до дігтярівської переправи та Мізину (Чапліївки), розташувалася дивізія генерал-фельдмаршала-лейтенанта Гольца (17 батальйонів-8 тис. чол.). Вище по річці Довгі Води чи то далі по дорозі за кілометр-півтора знаходився Собич на півсотні селянських дворів. Посеред дня 1 листопада цар, заклопотаний переправою шведів, розминувся по дорозі біля села Богданівка з українськими полковниками, ще не були залучені гетьманом Мазепою до союзу зі шведами: І. Скоропадським із Стародубу, П. Полуботком з Чернігова, Л. Жураховським із Ніжина та С.Томарою з Переяслава. Чи то вони шукали царського «обозу на Десне» згідно з отриманим ними Указу до війська Запорозького від 27 жовтня Петра І. Там мала відбутися нарада із начебто загадкової для царя причини — гетьман Мазепа «безвестно пропал». Чи то вони їхали вже до Глухова за персональним запрошенням Петра І від 29 жовтня на «вільні вибори» нового гетьмана, бо старий Мазепа остаточно «зрадив». Можливо, цар у цей час, за переказами собичан, виїздив до Десни та вдивлявся у підзорну трубу на правий шведський берег з високого дуба на так званих Малих Петровських редутах (урочище Безрукове) за 9 км від Мізинської переправи уверх по Десні.
Петро І наказав вимостити гать з соснових колод через болотисту стометрову заплаву річки Довгі Води, так зване Мостище, що за 2 км від городища (Малих Петровських редут) і за 5 км від Собича. Перекази кажуть: Мостищем возили порох на Петровські редути, зрозуміло на Чапліївську позицію Алларта біля Мізина, що за 7 км від Мостища. Луг до Десни від Мостища є вищим, проїзним, і не таким багнистим, як далі південніше у низину до Мізину.
У ніч з 1 на 2 листопада Петро І написав із Собича листа командуючому армії Шереметьєву, щоби той зробив усе можливе для подальших атак. Вимога запобігти переправі шведів пояснюється тим, що в цей час на Сеймі, біля стін Батурина, знаходилася значна (у 20 полків) частина московського війська під командуванням Меншикова. Другим листом тієї вбивчої ночі цар попередив свого улюбленця Меншикова про шведську загрозу, що виникла внаслідок «нерадения» Гордона. Шереметьєв отримав листа від царя на світанку 2 листопада, перебуваючи безпосередньо на Мізинській переправі в загоні Алларта, за півверсти від злополучних шанців, «где в бытность генерал-майора Гордона побито и ранено с 500 человек». Порадившись з генералами стосовно виконання наказу царя «отакировать» шведів фельдмаршал, з'ясував, що для чергових атак вояків вже обмаль і повідомив царя, що вони чекатимуть, поки остаточно розвидниться, щоби зводити нову лінію укріплень «від гори до гори» — від острова до острова в заплаві. Тоді ж, на світанку Шереметьєв велів дивізії Гольца відступати з Собича на Глухів через село Макове (30 км), а сам відбув до своєї дивізії в містечко Чапліївку, і з якого рушив того ж дня 2 листопада через село Клишки (8 км) на містечко Вороніж (12 км). З військом відбув і Петро І.
Дивізія Гольца рушила з Собича напряму через хутір Чорні Лози старою вододільною дорогою між річками Шосткою та Осотою на Макове. Прикривав колону загін генерал-лейтенанта Ренне у складі двох драгунських полків. Головну колону піхотної армії Шереметьєва мав прикривати загін генерал-майора Іфлянта, кіннота якого мала зосередитись у Клишках.

### Слуцьк
Нелокалізоване село «Слушило» (Случило, Слуцьк?), що міститься в інвентарі 1619 року — реєстрі населених пунктів Новгород-Сіверського уїзду під час його передачі від Московської державі Речі Посполитій можливо було безіменним поселенням у Мостища, віднайдене археологами Петраускасами в 1980-х роках і віднесене до пізнього середньовіччя, тобто до XVI-XVIII століть. Ще більше назві Слуцьк відповідає ще одна середньовічна пам'ятка Петраускасів, яка розташована у Великого Петровського редуту — дуже гарному місці злуки Старої і Нової Десни в урочищі Озерця.

## Населення
Згідно з переписом УРСР 1989 року чисельність наявного населення села становила 1693 особи, з яких 741 чоловік та 952 жінки.
За переписом населення України 2001 року в селі мешкала 1391 особа.

### Мова
Розподіл населення за рідною мовою за даними перепису 2001 року:
| Мова       | Кількість | Відсоток |
| ---------- | --------- | -------- |
| українська | 1359      | 97.21%   |
| російська  | 29        | 2.07%    |
| білоруська | 5         | 0.36%    |
| циганська  | 5         | 0.36%    |
| Усього     | 1398      | 100%     |

## Економіка
- Лісове господарство
- Молочно-товарна ферма.
- Агрофірма «Україна», ТОВ.
- «Оазис», ПП.
- «Демор», ТОВ.
- «Гермес», ТОВ.

## Об'єкти соціальної сфери
- Школа.
- Дитячий садочок.
- Будинок культури.
- Амбулаторія.
- Сільська рада.

## Пам'ятки
- «Урочище Великий Бір», що на південний захід від села, оголошений заповідником і включений до природозаповідного фонду України.
- На високому пагорбі між двома криничними озерами Лебежім та Ягідним, що на правому березі річки Довгі Води, збереглися залишки двох невеличких курганів, які розкинулись менше ніж за кілометр від села Собич. Краєзнавці говорять, що тут, можливо, були поховані вшановані вожді древніх племен землеробів.
- Зі старих часів збереглися в Собичі рештки паль монастирського млину у ставку (монастирському «пруді» 1551 р.), розташованого на північному кутку села — Монастирі, що з правого берегу Довгих Вод («реки Вербы» 1551 р.). Існує й назва вулиці Городок, що йде від Монастиря по Лисичому груді на протилежному лівому березі річки. Західніше Городка в заростях є пам'ятка 1708 року — Бабичів ровець, викопаний у півсотні мерів довжиною за розпорядженням Петра для напування коней свого війська. Цим Городком — укріпленим, мабуть вже тоді огорожею Лисичим грудом — пройшла 1 листопада у 1708 року дивізія генерала-фельдмаршала Шереметьєва (20 батальйонів) та частина дивізії генерал-майора Алларта (11 батальйонів з 18, бо ще 7 були задіяні на Мізинській переправі). Вони мали вийти лісом на Чапліївку старою «Окольницькою дорогою» (1551 р.) від «пруда» уздовж східного краю Великого Бору понад болотом Окол (нині там над дорогою село Бензики). Доказом давності цієї дороги є знахідки гарматних ядер в лісі на галявинах понад болотам за Бензиками в бік Самарщини та курган у Бездрикових хуторів.

### Петровські редути

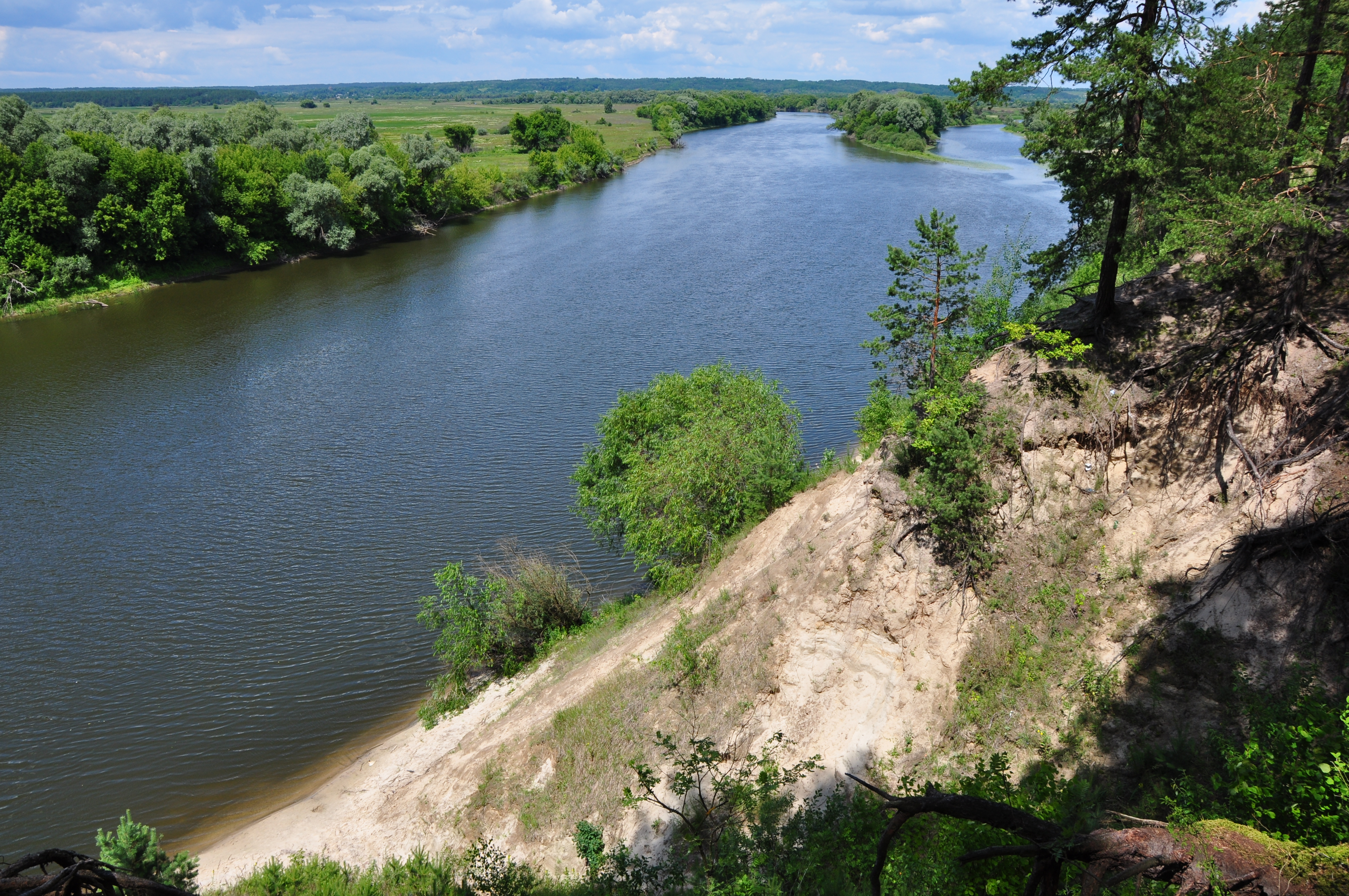
Петровські редути

Десна — рівнина річка з високим, крутим правим берегом, але є одне місце де високий і дуже крутий лівий берег. В народі його називають — урочище Петровські редути (урочище Безрукове). Розташоване воно на лівому березі Десни, напроти села Дігтярівка. Долина Десни в цьому місці широка 5-7 км. Річка робить багато меандрів, стариць, озер. По легенді, в період Північної війни, тут розташовувалась ставка військ Петра 1. Цей редут насипали царські війська для прострілу переправи через Десну. Але існує ще одна версія яку оповідають місцеві люди. Під час Північної війни Росії з Швецією в листопаді 1708 року на шляху до Полтави шведи шукали переправу на лівий берег Десни, а московські війська тримали оборону на лівому березі. Частина шведів таємно переправилась через Десну в районі села Ароповичі (недалеко від Новогода-Сіверського) і зайшла в тил петровським військам. Відбувся бій біля села Собич, але шведи, бачучи перевагу у кількості ворожих військ, вночі, тишком розрили височенну кручу, спустилися до Десни і переправились знову на правий берег. З тих часів і залишився цей величезний розкоп. Поряд в лісі можна відшукати залишки валів. Петро І подумав, що проспав переправу всього шведського війська і згаряча наказав кинути всі гармати в річку. За 300 років від тих подій ці місця виглядають по іншому, але об'єми виконаних робіт вражають і досі. Зараз все заросло сосновим лісом, але зі сторони ріки редути виглядають красиво.
Собичани беззастережно видають за редути три криві (радіальні) вали з ровами, що відокремлюють ріг (мис) високої тераси, хоча насправді все це є залишками давнього городища-укріплення на краю кручі, що над озером Тухиня. Міцна оборонна споруда ще в середині першого тисячоліття до нашої ери контролювала важливу для округи переправу через Десну у Маренцева озера на Малий розкоп борової тераси. Фортеця надійно захищала Десну — річку предків собичан — мешканців поселень, захованих у заплаві від нападів скіфів — кочовиків, мисливців за деснянськими рабами, про що свідчать знахідки бронзових наконечників скіфських стріл у ровах городища. Останні археологічні розвідки мізинського археолога Куриленка у Малого розкопу, що за півкілометра південніше городища, підтверджують заселення тераси в пізнє середньовіччя. Імовірно, там на стародавньому перевозі, і була в XVII столітті «деревня Туханів», а не десь «нижче впадіння Реті до Десни».

## Відомі люди
- Огієвський Василь Дмитрович (1861—1921), учений-лісовод, професор — працював У 1898—1918 у Собицькому лісництві.
- Горовий Володимир Савич (1937—2016), український політв'язень, громадський діяч, журналіст — уродженець села Собич.
- Фай Роман Миколайович (1981—2023) — солдат збройних сил України, учасник російсько-української війни.